# Gunnar Thoresen
Gunnar Nils Thoresen (Larvik, 21 luglio 1920 – Larvik, 30 settembre 2017) è stato un calciatore norvegese, di ruolo attaccante.

## Famiglia
Gunnar Thoresen è il padre dell'ex calciatore ed allenatore Hallvar Thoresen.

## Caratteristiche tecniche
Thoresen ricopriva il ruolo di attaccante: iniziò come ala destra, per poi giocare definitivamente come centravanti.

## Carriera

### Club
Thoresen ha giocato esclusivamente con la maglia del Larvik Turn, squadra della propria città natale. Ha vinto la Hovedserien nelle stagioni: 1952-1953, 1954-1955 e 1955-1956. In due occasioni è stato il capocannoniere del campionato: nel 1952-1953 e nel 1953-1954, mettendo a segno 15 reti in ciascuna delle due stagioni.

### Nazionale
Ha disputato 64 incontri con la maglia della nazionale norvegese, realizzando 22 reti. Ha preso parte ai Giochi olimpici del 1952 di Helsinki.

## Palmarès

### Giocatore

#### Club
- Campionato norvegese: 3

Larvik Turn: 1952-1953, 1954-1955, 1955-1956

#### Individuale
- Gullklokka

1946